# Panorama de la place Saint-Marc pris d'un bateau
Pour plus de détails, voir Fiche technique et Distribution.
Panorama de la place Saint-Marc pris d'un bateau est un film français réalisé par Alexandre Promio, sorti en 1896.

## Synopsis
La caméra est installée à bord d’une gondole, dont on ne voit pas la coque. L’esquif se déplace de droite à gauche, découvrant successivement les palais et enfin la place Saint-Marc, avec en premier plan le ballet des gondoles.

## Fiche technique
- Titre : Panorama de la place Saint-Marc pris d'un bateau
- Réalisation : Alexandre Promio
- Production : Société Lumière
- Durée : 40 secondes conservées
- Format : 35 mm à 2 rangées de 1 perforation ronde Lumière par photogramme, noir et blanc, muet
- Pays :  France

## Analyse
Alexandre Promio est l'un des opérateurs formés par Louis Lumière, que la Société Lumière envoie dans le monde entier à partir de 1896 pour ramener des vues photographiques animées, ainsi que les frères lyonnais appellent les bobineaux de pellicule impressionnés.
Le 25 octobre 1896, Promio est à Venise et il monte dans une gondole pour prendre une vue photographique animée de la place Saint-Marc et des palais qui l’encadrent, comme il l’a fait auparavant sur le Grand Canal. Il ramène ce qui est le premier travelling latéral du cinéma. Les Lumière baptisent cet effet : « Panorama Lumière », qui rencontre un beau succès auprès des journalistes et du public. « Le Cinématographe, dans une élégante gondole, nous conduit jusqu’à Venise où défilent successivement pendant ce trajet en bateau les plus beaux points de vue de la cité vénitienne et tout cela au milieu d’un va-et-vient de gondoles du plus gracieux effet »